# Dong Fangxiao

Dong Fangxiao, née le 23 janvier 1986 à Tangshan, est une gymnaste chinoise. Elle est connue pour avoir falsifié son âge pour participer aux Jeux olympiques d'été de 2000.

## Biographie
Dong Fangxiao débute la gymnastique artistique très tôt. À l'âge de 7 ans, elle rejoint l'équipe provinciale et l'équipe nationale à 10 ans. En 1999, à 13 ans, elle participe aux Championnats du monde de gymnastique artistique 1999 en falsifiant son âge de 13 à 16 ans avec l'équipe nationale chinoise.

### Jeux Olympiques d'été de Sydney
En 2000, à 14 ans, l'équipe olympique chinoise falsifia son âge en disant qu'elle avait 17 ans alors qu'avait 14 ans en réalité. Elle et son équipe ont obtenu la médaille bronze au concours général par équipe, vingt-cinquième place au concours général individuel, sixième place au sol et septième place au saut de cheval.

#### Découverte de son vrai âge
Son âge fut découvert lors des Jeux olympiques d'été de 2008 lorsqu'elle devient une des techniciennes officielles. Son année de naissance indiquait 1986 alors que ça devait être 1983. La Fédération internationale de gymnastique fit une enquête et révèle qu'elle avait 13 ans en 1999 et 14 ans en 2000, soit 2 ans de moins que l'âge minimal pour participer. En 2010, la fédération retira la médaille de bronze à l'équipe chinoise qu'ils avaient remporté aux Jeux olympiques d'été de 2000.

#### Après la découverte de son âge
Dong Fangxiao déménagea en Nouvelle-Zélande avec son époux et travailla en tant qu'entraîneuse de gymnastique. En 2014, elle donne naissance à un garçon.

## Palmarès

### Jeux olympiques d'été de 2000 à Sydney
- médaillé de bronze au concours par équipe (retiré)
- 25e place au concours individuel
- 7e place au saut de cheval
- 6e place au sol

### Championnats du monde de gymnastique artistique 199
- médaillé de bronze au concours par équipe (retiré)
- 6e place au concours individuel
- 4e place au sol
- 7e place à la poutre

### Jeux de l'Asie de l'Est de 2001
- médaillé d'or par équipe
- médaillé d'or au concours individuel
- médaillé d'or au sol
- médaillé d'or au saut de cheval

### Coupe du monde de gymnastique artistique de 2000
- médaillé de bronze au sol